# Nežádej svůj poslední tanec 2
Nežádej svůj poslední tanec 2 (v anglickém originále Save the Last Dance 2 nebo Save the Last Dance 2: Stepping Up) je americký taneční dramatický film z roku 2006. Je sequelem filmu Nežádej svůj poslední tanec. Režie se ujal David Patrarca a scénáře Kwame Nyanning. Ve snímku hrají hlavní role Izabella Miko a Columbus Short. Snímek byl vydán na DVD 10. října 2006. 

## Obsazení
| Izabella Miko          | Sara Johnson      |
| Columbus Short         | Miles Sultana     |
| Jacqueline Bisset      | Monique Delacroix |
| Maria Brooks           | Katrina           |
| Aubrey Dollar          | Zoe               |
| Ian Brennan            | Franz             |
| Tracey "Tre" Armstrong | Candy             |
| Seana McKenna          | Simone Eldair     |
| Ne-Yo                  | Mixx              |

## Soundtrack
- „Dance Floor“ – T-Pain
- „Clap for That“ – Noel feat. Ghostface Killah
- „Watch You Dance“ – Ne-Yo
- „Just My Thang“ – Ryan Toby
- „The Hotness“ – Rihanna feat. Shontelle
- „Dance Alone“ – Debreca
- „It's On You“ – Joe
- „Kiss Me“ – Cassie
- „All I Need“ – Jalen
- „Feel Beautiful“ – Ruben Studdard
- „You and Me“ – Candace Jones
- „Bridging the Gap“ – Boxie
- „Escape“ – Jaiden